# 鳥海明
鳥海 明（とりうみ あきら、1953年 - ）は、日本の工学者。東京大学大学院工学系研究科 マテリアル工学専攻 教授。

## 経歴
東京都出身。1978年東京大学理学部物理学科卒業、1983年東京大学大学院工学系研究科物理工学専門課程修了。
先進的なCMOS技術のためのデバイス物理学および材料工学への貢献が評価され、2016年にIEEEクレド・ブルネッティ賞を受章。

## 授賞・栄典
- IEEEクレド・ブルネッティ賞（2016年）

## 著書

### 共著
- 谷口研二『シリコン熱酸化膜とその界面 : 基礎物性から超LSIへの応用まで』リアライズ社、1991年7月28日。ISBN 978-4-947655-44-8。国立国会図書館書誌ID:000002232841。
- 広瀬全孝『次世代ULSIプロセス技術』リアライズ社、2000年2月28日。ISBN 978-4-89808-020-7。国立国会図書館書誌ID:000002881284。
- 谷口研二, 鳥海明, 財満鎭明, 大場隆之, 河崎尚夫, 綱島祥隆『プロセスインテグレーション』丸善〈半導体デバイスシリーズ ; 3〉、2010年。ISBN 978-4-621-08284-3。国立国会図書館書誌ID:000010997019。
- 研究代表者 弓野健太郎、研究分担者 鳥海明『簿膜成長初期過程における二次元核の形状制御による簿膜の三次元構造の制御』 研究課題/領域番号:13450256、弓野健太郎、2003年。CRID 1130000797142052352。

### 論文・予稿
- 鳥海明, 田中昭二「2p-B-12 VSe_2の電気的性質 I」『秋の分科会予稿集』第1979.2巻、日本物理学会、1979年、102頁、CRID 1390282681119224448、doi:10.11316/jpsgaiyok.1979.2.0_102_2、ISSN 2433-118X。
- 佐竹秀喜, 安田直樹, 高木信一, 鳥海明「極薄シリコン酸化膜における絶縁破壊とストレスリーク電流の起源」『電子情報通信学会技術研究報告. SDMシリコン材料・デバイス』第96巻第63号、電子情報通信学会、1996年5月、31-38頁、CRID 1573105977279780864。
- 佐竹秀喜, 鳥海明「薄いシリコン酸化膜の信頼性劣化機構に関する考察」『電子情報通信学会技術研究報告. SDMシリコン材料・デバイス』第97巻第557号、電子情報通信学会、1998年2月、41-48頁、CRID 1570009752536193920。
- 古賀淳二, 鳥海明「三端子シリコン表面接合トンネル素子」『応用物理』第67巻第7号、東京 : 応用物理学会、1998年7月、822-825頁、CRID 1520009410258979584、ISSN 03698009。
- 鳥海明「解説論文 高誘電体ゲート絶縁膜の開発と材料科学」『電子情報通信学会論文誌. Cエレクトロニクス』第84巻第2号、東京 : 電子情報通信学会エレクトロニクスソサイエティ、2001年2月、76-89頁、CRID 1520572359405569792、ISSN 13452827。
- 菰田泰生, 遠藤康浩, 喜多浩之, 弓野健太郎, 鳥海明「ペンタセンTFTの移動度の電界依存性(表示記録用有機材料およびデバイス)」『映像情報メディア学会技術報告』第26.25巻、映像情報メディア学会、2002年、7-11頁、CRID 1390001204527065984、doi:10.11485/itetr.26.25.0_7、ISSN 13426893。
- 鳥海明「Ge-MOSFETの可能性と課題」『応用物理』第75巻第12号、応用物理学会、2006年12月、1453-1460頁、CRID 1390845702287321600、doi:10.11470/oubutsu.75.12_1453、ISSN 03698009。
- 喜多浩之, 西村知紀, 李忠賢, アルザキアファド, 長汐晃輔, 鳥海明「GeO2 MISスタックのフラットバンド電圧に対するGeO2/メタル界面の影響」『応用物理学会学術講演会講演予稿集』第2010.1巻、応用物理学会、2010年3月、2781-2781頁、CRID 1390299450895484672、doi:10.11470/jsapmeeting.2010.1.0_2781、ISSN 2436-7613。
- 岩田至弘, 長汐晃輔, 西村知紀, 喜多浩之, 鳥海明「HfO2上に転写したグラフェンの視認性と電気測定」『応用物理学会学術講演会講演予稿集』第2010.1巻、応用物理学会、2010年3月、3775-3775頁、CRID 1390299450896204800、doi:10.11470/jsapmeeting.2010.1.0_3775、ISSN 2436-7613。
- 山下喬昭, 長汐晃輔, 西村知紀, 喜多浩之, 鳥海明「金属及び絶縁膜とグラフェンの相互作用」『応用物理学会学術講演会講演予稿集』第2011.1巻、応用物理学会、2011年3月、4020-4020頁、CRID 1390298775944969600、doi:10.11470/jsapmeeting.2011.1.0_4020、ISSN 2436-7613。
- 廣岡義博, 入江拓也, 本間香貴, 鳥海明子, 白岩立彦「世界のイネ・コアコレクションを用いた収量関連形質の遺伝的多様性の解析」『日本作物学会講演会要旨集』第234巻、日本作物学会、2012年、164頁、CRID 1390001205553690496、doi:10.14829/jcsproc.234.0_164。

### 科学研究費
- “鳥海 明”. KAKEN. 2024年4月6日閲覧。